# Phillis Wheatley

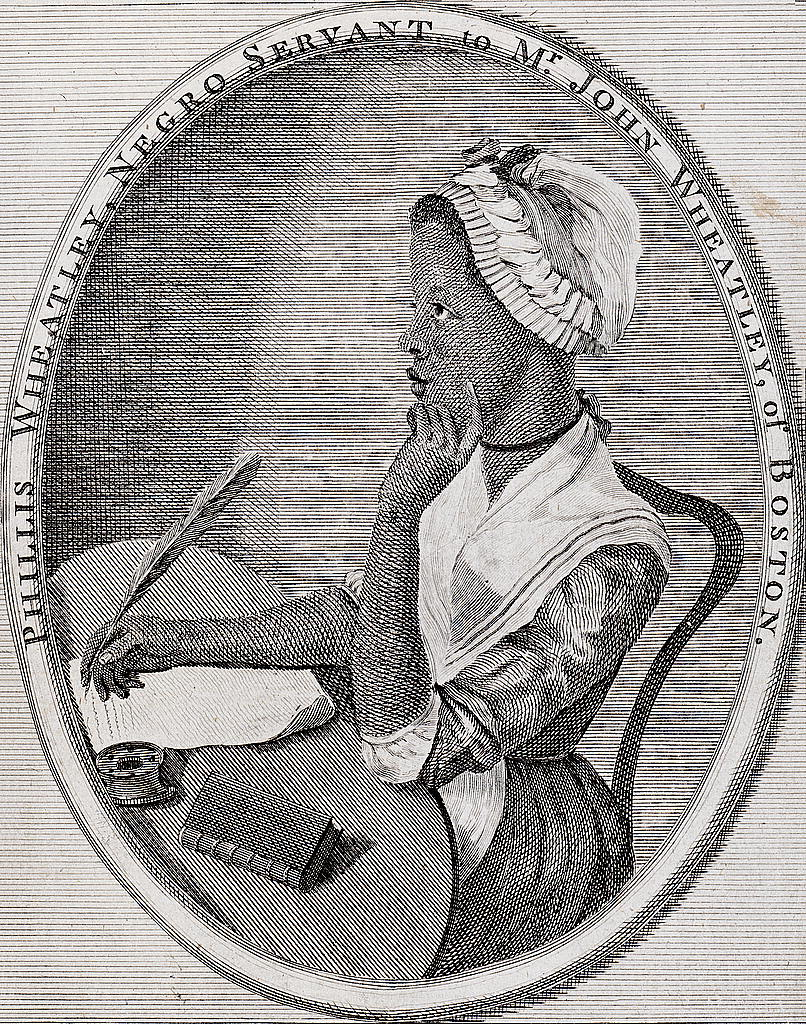
Phillis Wheatley, porträtterad av Scipio Moorhead på försidan av hennes bok Poems on Various Subjects

Phillis Wheatley, född 1753 i Västafrika, död den 5 december 1784, var den första afro-amerikanska poeten och även den första afro-amerikanska kvinnan vars verk publicerades.

## Biografi
Wheatley föddes och växte i unga år upp i Västafrika, troligen i Gambia. Den 11 juli 1761, vid sju års ålder, fördes hon via slavskeppet "The Phillis" till det brittiskt-styrda Boston, Massachusetts, USA. Skeppet ägdes av Timothy Finch och kapten var Peter Gwinn. Då hon var åtta år såldes hon till den välbärgade köpmannen och skräddaren John Wheatley. John var en känd progressiv person och han lät Whetley få en för den tiden enastående utbildning, inte bara för en slav, utan också för en kvinna oavsett härkomst. Han lät till en början sin 18-åriga dotter sköta hennes utbildning, och vid 12 års ålder läste Wheatley redan grekiska och latinska klassiker och komplicerade utdrag ur bibeln. 1773 lät hon publicerade Poems on Various Subjects, Religious and Moral, vilket gjorde henne vida känd. 

## Utmärkelser
Nedslagskratern Wheatley på planeten Venus är uppkallad efter henne.

## Bibliografi (poesi)

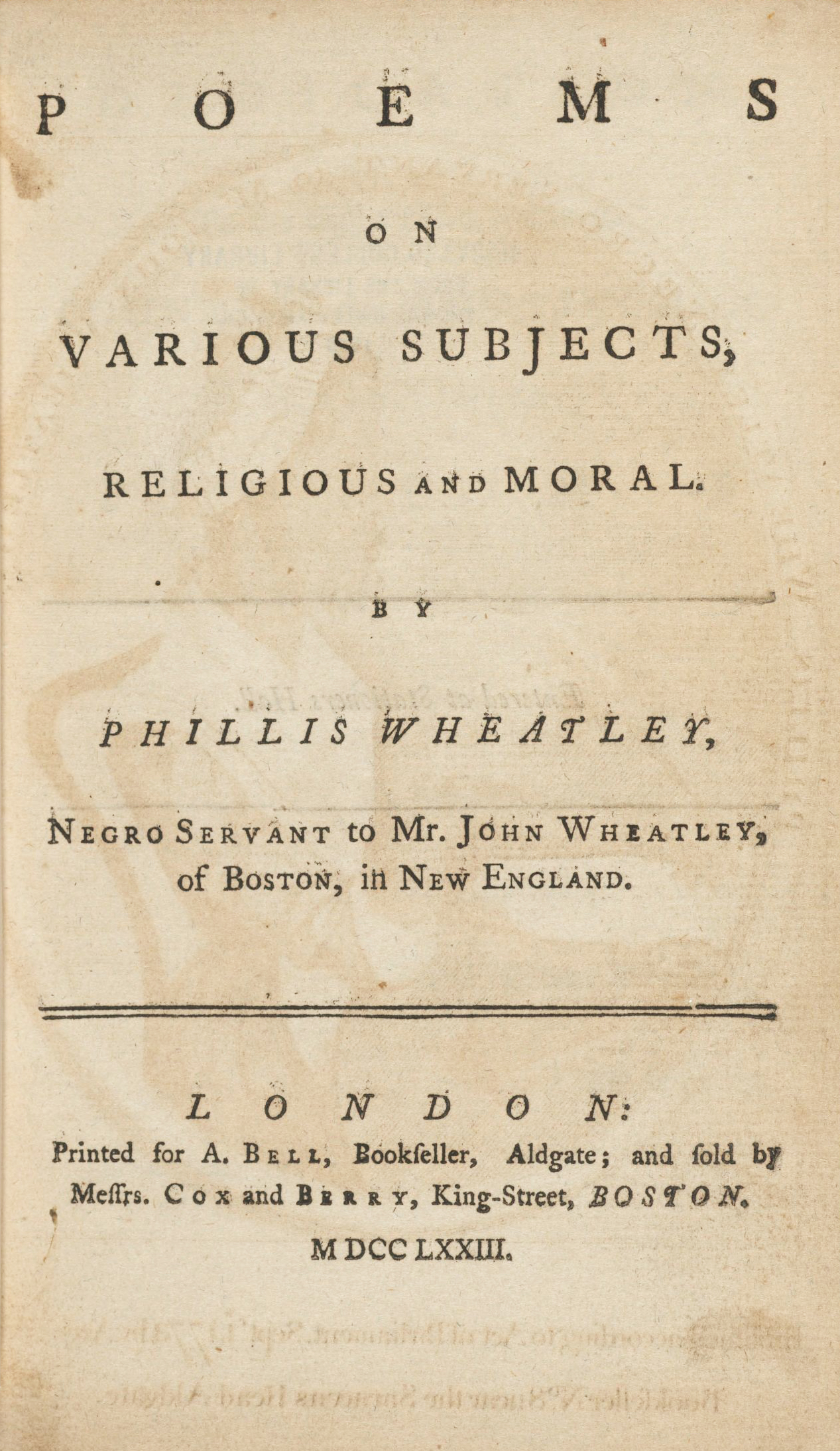
Poems on Various Subjects, Religious and Moral, 1773